# Kaizo
Kaizo (jap. 改造 kaizō, deutsch: Nachrüstung, Umbau oder Umgestaltung) bezeichnet ein Subgenre der Jump-’n’-Run-Videospiele, welches seit 2007 besteht. Kaizo unterscheidet sich von herkömmlichen Jump ’n’ Run insbesondere durch einen bewusst extrem hohen Schwierigkeitsgrad, welcher hohe Genauigkeit und Wissen um Eigenheiten der Spiel-Engine beim Spieler voraussetzt. Ursprünglich stammt der Begriff aus der japanischen ROM-Hacking-Szene, in der Kaizo als allgemeiner Begriff für veränderte Spiele verwendet wurde; steht jedoch außerhalb Japans als fester Begriff für das Genre.

## Ursprung
Die Entstehung von ROM-Hacks für Super-Mario-Spiele beginnt bereits 1987 mit der Veröffentlichung des Tonkachi-Editors für das Japan-exklusive Famicom Disk System. Während dem Gerät der kommerzielle Erfolg verwehrt blieb, beinhaltete es auf einer der Disketten einen ROM-Hack namens Tonkachi Mario, der gemeinhin als Wegbereiter für ähnliche Projekte gewertet werden kann. Wie auch später etablierte Hacks verlangt Tonkachi Mario vom Spieler eine dedizierte Auseinandersetzung mit Eigenheiten der Spiel-Engine, wie das Wissen über Fehler in der Programmierung um beispielsweise durch eigentlich unpassierbare Wände dringen zu können.
Kaizo Mario World - (jap. 自作の改造マリオ（スーパーマリオワールド）を友人にプレイさせる, Deutsch: Ich zwinge meinen Freund meinen Mario-Hack (Super Mario World) zu spielen) - wurde 2007 von T. Takemoto auf der japanischen Plattform NicoNico veröffentlicht. Anders als im Original von 1990 wurden im Design des Spiels bewusst frustrierende Elemente verwendet, wie unsichtbare Blöcke, die erst beim Kontakt mit der Spielfigur sichtbar werden und diesen so töten oder automatisch fortlaufende Abschnitte mit extremer Geschwindigkeit welche Reaktionen mit der Genauigkeit von 1/60.9 Sekunden benötigen. Der ROM-Hack erreichte einen gewissen Bekanntheitsgrad im Westen unter dem Titel Asshole Mario (‚Arschloch Mario‘); das erste Let’s Play hat über 5,5 Millionen Aufrufe auf YouTube zu verzeichnen.
T. Takemoto veröffentlichte Fortsetzungen in den Jahren 2007 (Kaizo Mario World 2) und 2012 (Kaizo Mario World 3), wobei insbesondere letztere bis heute als einer der schwierigsten ROM-Hacks gilt, hauptsächlich da der Endgegner Bowser massiv verändert wurde und in großen Teilen zufällig und ohne Muster agiert.
Der initiale Erfolg von Kaizo-Spielen basierte hauptsächlich auf dem Unterhaltungswert, anderen dabei zuzuschauen; im größeren Zusammenhang der Spielergemeinschaft galten Kaizo-Spiele jedoch als Randphänomen. Viele Spieler nahmen an, dass die Spiele kaum bzw. gar nicht von menschlichen Spielern durchgespielt werden könnten und es sich vor allem um ein Genre für Tool-Assisted Speedrunning handelte. Jedoch war die Faszination bei einigen Spielern geweckt, welche sich daraufhin eingehender mit dem Genre und den originalen Spielen beschäftigten. Größere Aufmerksamkeit erhielt so z. B. der Kaizo-Mario-World-Durchlauf des Speedrunners und ROM-Hackers „dram55“ auf der AGDQ2015, wo er das Spiel innerhalb von 24 Minuten und 36 Sekunden beendete.
Da es sich bei Kaizo-Spielen um Eigenentwicklungen handelt, wurden sie traditionell in Videospiel-Emulatoren oder auf Steckmodulen gespielt, mit denen die Benutzer ihre eigenen Spiele laden können. Aus den Entwicklern und Fans von Kaizo-Spielen entwickelte sich eine Szene, die sich mit der Veröffentlichung von Super Mario Maker (Nintendo, 2015) massiv erweiterte, das Spielern auch ohne Programmierkenntnisse ermöglicht, eigene Level für andere Spieler zu erstellen. Die Mitglieder der Kaizo-Gemeinschaft spielen, bewerten und vergleichen Spiele und diskutieren darüber auf Discord, YouTube und Twitch. Für Zuschauer sind die Spiele oft schon allein wegen ihres hohen Schwierigkeitsgrads unterhaltsam. Einige Spiele enthalten Insider-Scherze für die Community. Kotaku beschreibt die Community als „freundlich, wettbewerbsorientiert und kreativ“ mit berühmten Spielern neben neuen Spielern.

## Verbreitung
Insbesondere durch Video Plattformen wie Twitch und YouTube ist die Faszination am Subgenre ungebrochen. Bekannte Inhaltsersteller, wie Dennsen86, CarlSagan42, ryukahr, Shoujo und PangaeaPanga haben mehrere hunderttausend Abonnenten und regelmäßig tausende Live-Zuschauer. Insbesondere auf den mehrfach jährlich stattfindenden Games-Done-Quick-Events finden die jeweiligen Kaizo-Sektionen Aufmerksamkeit und erhöhen das Spendenaufkommen maßgeblich.
Im November 2022 werden auf smwcentral.net – der Hauptressource für Super-Mario-ROM-Hacks – 649 Kaizo-Hacks gelistet.

## Rechtliche Situation
Generell werden die ROM-Hacks als Modifikationen für die originalen Spieldateien zur Verfügung gestellt und von den Nutzern selbst angewandt. Derzeit gibt es keine belastbaren Präzidenzfälle, jedoch wird durch das Ausbleiben von Gerichtsverfahren gegen die Ersteller angenommen, dass sie zumindest eine Grauzone sind.

## Abgrenzung zum Jump-'n-Run
In Abgrenzung zu regulären Jump-’n’-Run sticht insbesondere die hohe Anforderung an den Spieler als auch das bewusste einschränkende Game-Design heraus, nur eine Lösung zu bieten. Während Hindernisse in regulären Spielen zumeist auf verschiedene Arten gelöst werden können – so liegt zum Beispiel die Entscheidung beim Spieler, ob er ein Hindernis überspringen will oder versucht zusätzliche Punkte durch das Besiegen eines Gegners zu erhalten – erfordern Kaizo-Level in der Regel jedes Hindernis auf eine bestimmte Art zu lösen und alle gestellten Anforderungen der Reihe nach ineinander übergreifend anzugehen.
Weiterhin ist das häufige digitale Ableben der Spielfigur Teil des Lernprozesses eines jeden Spielabschnitts, weshalb Spiele oftmals darauf verzichten, Leben oder Punkte zu zählen und das Wiederholen von Segmenten nicht bestraft wird. Auf gewisse Weise nutzen Kaizo-Hacks somit eine ähnliche Motivation wie solche Arcade-Spiele, in denen das häufige Ableben durch teils unfaire Spielbestandteile optimiert wurde; hier jedoch ohne die spielende Person dazu aufzufordern Geld nachzuwerfen.
In der wissenschaftlichen Betrachtung wird den Spielen ein bewusster, gewalttätiger Bruch mit etablierten Konventionen im Spiel-Design attestiert und ein daraus resultierend künstlerischer Umgang mit dem Medium.

### Steuerung
Mario ist in der Lage zu springen und zu rennen. Während Mario rennt, sind seine Sprünge höher und weiter als im Originalspiel. Darüber hinaus kommt der Drehsprung hinzu, der es Mario ermöglicht, Gegner effektiver zu bekämpfen und bestimmte Blöcke zu zerstören. Ebenfalls neu ist die Fähigkeit, bestimmte Gegner zu paralysieren und diese anschließend für begrenzte Zeit tragen zu können, um sie als Wurfgeschoss zu benutzen.
| |                                                  |                                                                                        |
| Taste                                                                                                 | Weltkarte                                        | Im Level                                                                               |
| 1 – Steuerkreuz                                                                                       | Bewegen                                          | Bewegen, klettern und durch Türen gehen                                                |
| 2 – Select                                                                                            | Aktiviert/Deaktiviert das Scrollen auf der Karte | Löst den Reservegegenstand aus, zusammen mit Start Level beenden1                      |
| 3 – Start                                                                                             | Level beginnen                                   | Pause, zusammen mit Select Level beenden1                                              |
| 4 – B                                                                                                 | Level beginnen                                   | Springen, fliegen mit Yoshi2                                                           |
| 5 – A                                                                                                 | Level beginnen                                   | Drehsprung, von Yoshi abspringen, halten, um von Gegnern abzuspringen                  |
| 6 – Y                                                                                                 | keine Funktion                                   | Rennen, greifen, schießen,2 fliegen,2 Yoshis Zunge ausfahren, mit Yoshi Feuer spucken2 |
| 7 – X                                                                                                 | keine Funktion                                   | Rennen, greifen, schießen,2 fliegen,2 Yoshis Zunge ausfahren, mit Yoshi Feuer spucken2 |
| 8 – L                                                                                                 | Leben austauschen (nur im Mehrspielermodus)      | nach links scrollen                                                                    |
| 9 – R                                                                                                 | Leben austauschen (nur im Mehrspielermodus)      | nach rechts scrollen                                                                   |
| 1 Nur wenn Level vorher bereits erfolgreich beendet worden ist 2 Nur unter bestimmten Voraussetzungen |                                                  |                                                                                        |

Anders als im originalen Super Mario World werden viele Eigenheiten der Spiel-Engine bewusst ausgenutzt um Hindernisse zu erschaffen, die mit den normalen Bewegungen nicht zu überwinden wären.

#### Regrabs
Eine der zentralen Mechaniken in Kaizo sind „Regrabs“ – das erneute Drücken von Tasten – um Sprunghöhe und -weite zu beeinflussen. Die einfache Physik von Super Mario World behandelt dabei Fallgeschwindigkeiten unterschiedlich je nachdem ob der Spieler die Sprungtaste gedrückt hält oder nicht. So lassen sich beispielsweise durch kurzes Antippen der Taste gefolgt vom Loslassen und erneutem Drücken Sprünge umsetzen, welche eine minimale Sprunghöhe aufweisen, aber maximale horizontale Reichweite.

#### Shell Jumps
Der Spieler kann durch das Verwenden von Koopa-Panzern im Sprung mit gutem Timing den Schild so werfen, dass er einen ursprünglich nicht vorgesehenen Doppelsprung ausführen und so über Hindernisse springen, die höher sind als die eigentlich maximal mögliche Sprunghöhe.

#### Erweiterungen der originalen Spiellogik
Insbesondere für Bosskämpfe – aber auch für Level-Konzepte – wird zusätzlicher Assembler-Code verwendet. Dies umfasst kleinere Dinge – z. B. Funktionen um Level schneller neuzustarten – bis hin zu vollständig und elaborierten Bosskämpfen in Spielen wie Grand Poo World 2.

## Prominente Hacks
| Name                  | Veröffentlichung | Ersteller   | Downloads (ca.) | Besonderheiten |
| --------------------- | ---------------- | ----------- | --------------- | --- |
| Kaizo Mario World     | 2007             | T. Takemoto | 50.000          | Wegbereitender Hack des Subgenres. Auch bekannt als Asshole Mario, Friend Mario. Erhielt zwei Fortsetzungen. |
| Super Dram World      | 2015             | PangeaPanga | 39.000          | Früher „westlicher“ Kaizo-Hack; eine Hommage an den Speedrunner „Dram55“. Enthält viele Abschnitte die bewusst frustrierend sein sollen. |
| Super Penga World     | 2017             | Linkdeadx2  | 6.200           | Extrem schwieriger Kaizo-Hack, bekannt für seine teils komplexen Flugmanöver und einen insgesamt hohen Schwierigkeitsgrad. |
| Quickie-World-Serie   | 2018, 2019, 2022 | Valdio      | 57.000          | Beide Quickie-World-Teile gelten als Anfänger-Hacks, wobei es einen Konsens in der Szene gibt, dass Quickie World 2 besser für Einsteiger geeignet ist. Beide Teile zählen zu den meist-heruntergeladenen SMW-ROM-Hacks. Die Serie beinhaltet auch einen Spin-off-Hack mit dem Namen Quickie World: With A Vengeance welcher innerhalb von 27 Stunden erstellt wurde. |
| Invictus              | 2018             | Juzcook     | 27.000          | Invictus gilt als hervorragender Hack, insbesondere da er in jedem seiner Level auf andere Gimmicks, wie die Möglichkeit Doppelsprünge zu verwenden, setzt. Der Hack gilt als schaffbar für Spieler mit viel Erfahrung, ohne dabei unfair zu sein. Ebenfalls nutzt dieser Hack keine unsichtbaren Blöcke – sogenannte Kaizo-Blocks.                                   |
| Grand-Poo-World-Serie | 2017, 2019, 2023 | Barbarian   | 53.000          | Hack-Serie mit extremem Schwierigkeitsgrad; jedoch auch bekannt dafür, ein besonders ausgefeiltes Spielerlebnis zu bieten. Während Grand Poo World vor allem auf originale Spielmechaniken („Vanilla“ Super Mario World) setzt sticht insbesondere Grand Poo World 2 dadurch hervor, eigens entwickelten Assembler-Code zu verwenden.                                 |
| Love Yourself         | 2022             | Chondontore | 2.000           | Weit ausgearbeiteter und vergleichsweise einfacher ROM-Hack der für den Einstieg in das Genre häufig empfohlen wird. Während viele Basis-Techniken, wie Regrabs gebraucht werden, verzichtet das Spiel auf fortgeschrittenere Techniken, wie Shell Jumps. |
| Baby Kaizo World      | 2018             | Nowieso     | 30.000          | Hack, der sich explizit an Anfänger richtet und kurze Level bietet. Erklärt grundlegende Konzepte relativ kurz und schickt den Spieler dann durch Level, welche die erklärten Mechaniken nutzen. |
| Learn 2 Kaizo         | 2018             | NeXuS15     | 20.000          | ROM-Hack für Anfänger, der sich auf die Betrachtung einzelner Mechaniken konzentriert. Inoffizieller Nachfolger ist 2Kaizo2Learn. |